# Chu Duật Kiện
Minh Thiệu Tông (chữ Hán: 明紹宗; 25 tháng 5 năm 1602 - 6 tháng 10 năm 1646) hay Long Vũ đế (隆武帝), cai trị trong 2 năm 1645 và 1646, tên của ông là Chu Duật Kiện (朱聿鍵), trong thời gian tại vị chỉ có một niên hiệu là Long Vũ. Ông là một trong những vị vua của nhà Nam Minh, nổi dậy để chống lại ách xâm lược của Mãn Thanh.

## Thân thế
Chu Duật Kiện là cháu 8 đời của Đường Định vương Chu Kính (朱桱), Hoàng tử thứ 23 của Minh Thái Tổ Chu Nguyên Chương. Trước khi lên ngôi, ông tập tước của cha mình là Đường Dụ vương Chu Khí Thịnh (朱器墭), thái ấp ở Nam Dương, Hà Nam.
Năm 1636, Sùng Trinh Đế tước phong vị của ông và bị quản thúc tại Phượng Dương. Em trai ông, Chu Duật Ngạc (朱聿鍔), kế vị tước Đường vương.
Năm 1644, sau khi Sùng Trinh Đế qua đời, Chu Do Tung lên ngôi Hoàng đế, lấy niên hiệu Hoằng Quang, lập ra nhà Nam Minh. Chu Duật Kiện được phóng thích.

## Lên ngôi Hoàng đế và cái chết
Năm 1645, quân Mãn Thanh tấn công Nam Kinh, Chu Duật Kiện phải chạy sang Hàng Châu. Tháng 8 năm đó, theo kiến nghị của bá quan, ông xưng Giám quốc tại Phúc Kiến, sau chuyển tới Phúc Châu, lấy niên hiệu là Long Vũ (隆武).
Cuối hè năm 1646, Trịnh Chi Long, đồng minh mạnh nhất của Minh triều đầu hàng nhà Thanh, quyết định không tiếp tục hỗ trợ cho chính quyền của Long Vũ, trong khi đó Trịnh Thành Công đã cố gắng ngăn cản việc đầu hàng của cha mình nhưng không thành công.
Long Vũ đế bị bỏ lại cùng một vài quần thần trong tình trạng suy yếu. Vào ngày 6 tháng 10 năm 1646, ông bị bắt và bị treo cổ ngay ngày hôm đó.

## Tính cách
Chu Duật Kiện khi còn giữ tước Đường vương đã sớm mang tham vọng trung hưng lại cơ nghiệp nhà Minh, luôn đấu tranh để thực hiện điều đó. Chính vì điều đó mà Sùng Trinh Đế đã đặt ông dưới sự quản thúc ngay tại phủ đệ của mình. Với vốn kiến thức và sự siêng năng của mình, Chu Duật Kiện đã đảm nhiệm vai trò của một vị Hoàng đế vô cùng nghiêm túc mặc dù thời gian trị vì của ông rất ngắn.
Chu Duật Kiện là một trong hai vị Hoàng đế nhà Minh không nạp thiếp cho mình (người kia là Minh Hiếu Tông Chu Hựu Đường). Ông hết mực chung tình với vợ mình, Tăng thị (曾氏; 1605 - 1646), người đã cùng ông san sẻ những khó khăn trong lúc ông bị giam cầm (về sau được truy tôn là Hiếu Nghị Tương Hoàng hậu (孝毅襄皇后). Cả hai chỉ có duy nhất một người con trai là Chu Lâm Nguyên (朱琳源; 1646) nhưng lại chết yểu 2 tháng sau đó, được truy thụy là Trang Kính Thái tử (莊敬太子).

## Truy phong
Vĩnh Lịch Đế sau khi lên ngôi đã dâng tôn hiệu cho Long Vũ đế là Thượng hoàng Tư Văn Hoàng đế (上皇思文皇帝), Tăng thị được tôn làm Tư Văn Hoàng hậu (思文皇后).

Sang năm thứ 11, dâng miếu hiệu cho ông là Thiệu Tông (紹宗), truy thụy là Phối Thiên Chí Đạo Hoằng Nghị Túc Mục Tư Văn Liệt Vũ Mẫn Nhân Quảng Hiếu Tương Hoàng đế (配天至道弘毅肅穆思文烈武敏仁廣孝襄皇帝). 